# Давиденко Віталій Володимирович
Давиденко Віталій Володимирович (16 червня 1960, Поліське, Поліського району, Київської області, Українська РСР, СРСР) — український політолог, економіст, журналіст, професор, доктор політичних наук, кандидат філософських наук, академік Української академії політичних наук, Заслужений працівник соціальної сфери України.

## Біографічні відомості
Народився у 1960 році на Київщині. Працював у колгоспі, шофером райлікарні, служив у Прикордонних військах. Після аварії на ЧАЕС і зникнення з мапи України його рідного Поліського, печального сусіда Чорнобиля, живе і працює на Вінниччині. Спочатку на викладацькій роботі у Вінницькому державному педагогічному інституті, потім у Вінницькій обласній державній адміністрації. Закінчив Київський державний університет ім. Т. Г. Шевченка. Професор, доктор політичних наук, кандидат філософських наук, Заслужений працівник соціальної сфери України. Має стаж викладацької роботи у вищій школі близько 30 років та понад 100 опублікованих наукових праць.

## Освіта
У 1986 році закінчив філософський факультет Київського державного університету ім. Т. Г. Шевченка, а у 2001 році — Міжрегіональну Академію управління персоналом за спеціальністю «Фінансовий менеджмент».
Доктор політичних наук з 2008 року, професор з 2024 року, доцент з 2004 року, кандидат філософських наук з 1992 року.

## Трудова діяльність
09.1977 до 04.1978 — гідрометеоспостерігач метеостанції «Поліське», Київської обл.
12.1977 до 06.1978 — курсант курсів шоферів для народного господарства і збройних сил Поліського СТК ДТСААФ
08.1978 до 10.1978 — водій Поліської районної лікарні
10.1978 до 12.1980 — служба у Прикордонних військах КДБ СРСР Західного прикордонного округу
02.1981 до 08.1981 — інструктор-методист колгоспу «Світанок» Поліського р-ну, Київської області
09.1981 до 06.1986 — студент Київського державного університету
ім. Т. Г. Шевченка
08.1986 до 10.1988 — асистент Вінницького педагогічного інституту
ім. М. Островського
10.1988 до 11.1991 — аспірант Київського державного університету
ім. Т. Г. Шевченка
11.1991 до 07.1992 — асистент Вінницького педагогічного інституту
ім. М. Островського
07.1992 до 09.1994 — консультант заступника голови Вінницької обласної державної адміністрації
09.1994 до 01.1996 — помічник заступника голови Вінницької обласної ради
01.1996 до 09.1998 — завідувач відділу з гуманітарних питань секретаріату Вінницької обласної державної адміністрації
07.1996 до 09.1999 — доцент Вінницького інституту регіональної економіки та управління (за сумісництвом і контрактною формою трудових відносин)
09.1999 до 09.2006 — доцент кафедри гуманітарних та природничих дисциплін Вінницького інституту Міжрегіональної академії управління персоналом (за сумісництвом і контрактною формою трудових відносин)
09.2006 до 09.2008 — професор — завідувач кафедри українознавства Вінницького інституту Міжрегіональної академії управління персоналом (за сумісництвом і контрактною формою трудових відносин)
09.1998 до 07.2000 — перший заступник, виконувач обов'язків начальника, начальник Управління соціального захисту населення Вінницької обласної державної адміністрації
07.2000 до 11.2010 — начальник Головного управління праці та соціального захисту населення Вінницької обласної державної адміністрації
11.2010 до 01.2011 — професор, завідувач кафедри українознавства Вінницького інституту Міжрегіональної академії управління персоналом
01.2011 до 07.2011 — професор кафедри соціальної роботи Вінницького соціально-економічного інституту Відкритого міжнародного університету розвитку людини «Україна»
07.2011 по 07.2017 — директор виконавчої дирекції Вінницького обласного відділення Фонду соціального страхування з тимчасової втрати працездатності
09.2014 по 07.2017 — професор кафедри фізичної та соціальної реабілітації факультету соціальних технологій Вінницького соціального інституту Відкритого міжнародного університету розвитку людини «Україна» (за сумісництвом і контрактною формою трудових відносин)
08.2017 по теперішній час — професор, завідувач кафедри бізнесу і права Вінницького соціального інституту Відкритого міжнародного університету розвитку людини «Україна».

## Громадська діяльність
Член президії Вінницької обласної організації Українського товариства охорони пам'яток історії та культури, заступник голови Вінницької обласної організації Національної спілки краєзнавців України, член Національної спілки журналістів України з 1991 року. Зокрема, автор книги «Монастир». — Вінниця, 2013 р. — 312 с., яка витримала 5 видань, загальним накладом понад 20 тис. прим., неодноразово ставала лауреатом літературних премій, в тому числі у 2013 році — відзначена літературною премією Михайла Стельмаха.

## Нагороди, відзнаки, відношення до військової служби
Заслужений працівник соціальної сфери України 2006 рік, Почесна грамота Верховної Ради України — 2003 рік, Почесна грамота Кабінету Міністрів України — 2000 рік. Військовозобов'язаний — підполковник запасу.

## Дисертація
ДС106197
Давиденко, Віталій Володимирович.
Соціальний діалог в контексті взаємодії громадянського суспільства і держави [Текст]: дис… д-ра політ. наук: 23.00.02 / Давиденко Віталій Володимирович ; Київський національний ун-т ім. Тараса Шевченка. — К., 2008. — 392 арк. — арк. 354—392. — ББК Ф036 + Ф022.1 + Ф015.24
РА357293
Давиденко, Віталій Володимирович.
Соціальний діалог в контексті взаємодії громадянського суспільства і держави [Текст]: автореф. дис… д-ра політ. наук: 23.00.02 / Давиденко Віталій Володимирович ; Львівський національний ун-т ім. Івана Франка. — Л., 2008. — 35 с. — ББК Ф036 + Ф022.1 + Ф015.24